# Operació Downfall
L'Operació Downfall va ser el criptònim del pla conjunt Aliat per la invasió del Japó al final de la Segona Guerra Mundial. Va ser el pla aliat proposat per a la invasió de les illes d'origen japoneses cap al final de la Segona Guerra Mundial. L'operació planificada es va cancel·lar quan el Japó es va rendir després dels bombardejos atòmics d'Hiroshima i Nagasaki, la declaració de guerra soviètica i la invasió de Manxúria.
Va ser programada perquè passés en dues parts: Operació Olympic, la invasió de Kyushu, fixada per començar el novembre de 1945, i després l'Operació Coronet, la invasió de Honshu a prop de Tòquio, programada per la primavera de 1946. Després de les bombes atòmiques sobre Hiroshima i Nagasaki i la declaració de guerra soviètica contra el Japó, aquest es va rendir i l'operació va ser cancel·lada. Si hagués tingut lloc hauria estat l'operació amfíbia més gran de la història, superant la Invasió de Normandia de 1944.